# حرب خلافة يوليش
حرب خلافة يوليش كانت نزاعًا عسكريًّا على حق خلافة دوقيات يوليش وكليفه وبرغ المتحدة. وقد استمرت من يوم 10 يونيو من عام 1609 إلى 24 أكتوبر من عام 1610، ثم استُؤنفت في مايو عام 1614، إلى أن انتهت أخيرًا في يوم 13 أكتوبر من عام 1614. في الجولة الأولى من النزاع كان الأرشيدوق الكاثوليكي ليوبولد الخامس في مواجهة ائتلاف القوات التابعة لمرغريفية براندنبورغ البروتستانتية وبالاتينات-نيوبورغ، وقد انتهت الجولة بهزيمة الأول. بعد ذلك انخرط مندوبو كل من براندنبورغ ونيوبورغ في نزاع مباشر، بعد تَحولهم الديني إلى الكالڤينية والكاثوليكية على الترتيب، ازداد الصراع تعقّدًا بعد أن انخرطت أيضًا إسبانيا وهولندا فيه، فصار الصراع جزءًا من حرب الأعوام الثمانين. في نهاية المطاف سُوّي النزاع بمعاهدة زانتن، التي جاءت بنودها في صالح إسبانيا.

## خلفية
أدى الانتشار السريع للمذهب اللوثري والكالڤيني عقب انشقاق الكنيسة الكاثوليكية الرومانية إلى فترة من التجديد الكاثوليكي الذي أُطلق عليه اسم «الإصلاح المضاد»، أدى هذا الصراع الذي كان بين تلك الطوائف –مثل حرب كولونيا وحرب أساقفة ستراسبورغ– إلى قيام الرابطة الكاثوليكية والاتحاد البروتستانتي، بهدف الحفاظ على مصالح نبلاء الإمبراطورية الرومانية المقدسة، الكاثوليكيين منهم والبروتستانتيين على التوالي. انخرطت التحالفات والائتلافات السابق ذكرها في أول نزاع لها في عام 1609، حين أدت أزمة خلافة إلى حرب خلافة يوليش. كانت الأراضي المتنازع عليها على مساحة تصل إلى 14 ألف كيلومتر مربع، وكانت لها أهمية جيوسياسية، إذ كانت قريبة من الطريق الإسباني، وكانت في ازدهار اقتصادي، إذ لجأ إليها المهاجرون هربًا من الأراضي التي دمرتها حرب الأعوام الثمانين. كان الدوق يوهان فيلهلم مريضًا نفسيًّا، وقد مات في يوم 25 مارس من عام 1609، من غير أن يترك أي ولد يخلفه في منصبه. كان الإمبراطور رودولف الثاني قد طالب بالدوقيات الناجمة عن التزاوج، لكنه على الرغم من هذا لم يكن يستطيع أن يعلن نيّاته على الملأ من غير المساس بحياديته المتصوَّرة. في ذلك الوقت ظهر ستة مطالبين آخرين، وكان حاكمَا مرغريفية براندنبورغ ودوقية بالاتينات-نيوبورغ هما الوحيدَين الذين كانت مطالبتاهما عن حق، بسبب زواجهما شقيقات يوهان فيلهلم. في يوم 2 إبريل تأسس مجلس وصاية، كان يضم زوجة الدوق أنطوانيت من لورين، والمستشارين الخصوصيين، والمفوض الإمبراطوري. في يوم 24 مايو أعلن رودولف الثاني أن المجلس الأوليكي سيُصدر قرارًا نهائيًّا في غضون أربعة أسابيع.

## النزاع
من وجهة نظر براندنبورغ ونيوبورغ، كان مجلس الوصاية مجرد محاولة مباشرة لضم الدوقية. في يوم 10 يونيو من عام 1609 وقعا معاهدة دورتموند، معلنين فيها رفضهما لكل المطالبين الآخرين، ومؤسسين حكومة مؤقتة معًا بالمِلكيات المحلية.